# Ansongo
Ansongo vidéki kisváros Mali keleti részén, a Gao régióban. A városka a Niger folyó partján fekszik. A település a környék közigazgatási központja. A település területe 445 km², és 32 709 lakos élt itt 2009-ben.

## Gazdaság
A város gazdasága főleg a földművelésre alapul. A Niger folyó különösen fontos, habár az árterében található földeket néha elárasztja. A folyóparton jelentős a különböző zöldségek termesztése, ami főleg rizst és cirokot jelent. A lakosság nyolcvan százalékát az agráripar foglalkoztatja. Az állattartás egy fontos tevékenység, és a városka kereskedelmének egyik nagyon jelentős eleme. A tejtermékek is fontos szereppel rendelkeznek, ám a megfelelő higiéniás körülmények hiánya, az állatokat és embereket kínzó járványok, a legelő- és vízhiány nehézkessé teszi a termelést. A folyó jelentős a halászat szempontjából is.

## Fordítás
- Ez a szócikk részben vagy egészben  az   Ansongo című angol Wikipédia-szócikk ezen változatának fordításán alapul.  Az eredeti cikk szerkesztőit annak laptörténete sorolja fel. Ez a jelzés csupán a megfogalmazás eredetét és a szerzői jogokat jelzi, nem szolgál a cikkben szereplő információk forrásmegjelöléseként.